# Saprosites comorianus
Saprosites comorianus är en skalbaggsart som beskrevs av Bordat 1990. Saprosites comorianus ingår i släktet Saprosites och familjen Aphodiidae. Inga underarter finns listade i Catalogue of Life.